# هرنیارین
هرنیارین (به انگلیسی: Herniarin) با فرمول شیمیایی C۱۰H۸O۳ یک ترکیب شیمیایی با شناسه پاب‌کم ۱۰۷۴۸ است. که جرم مولی آن ۱۷۶٫۱۶ g/mol می‌باشد. 